# Hollywood Women’s Press Club

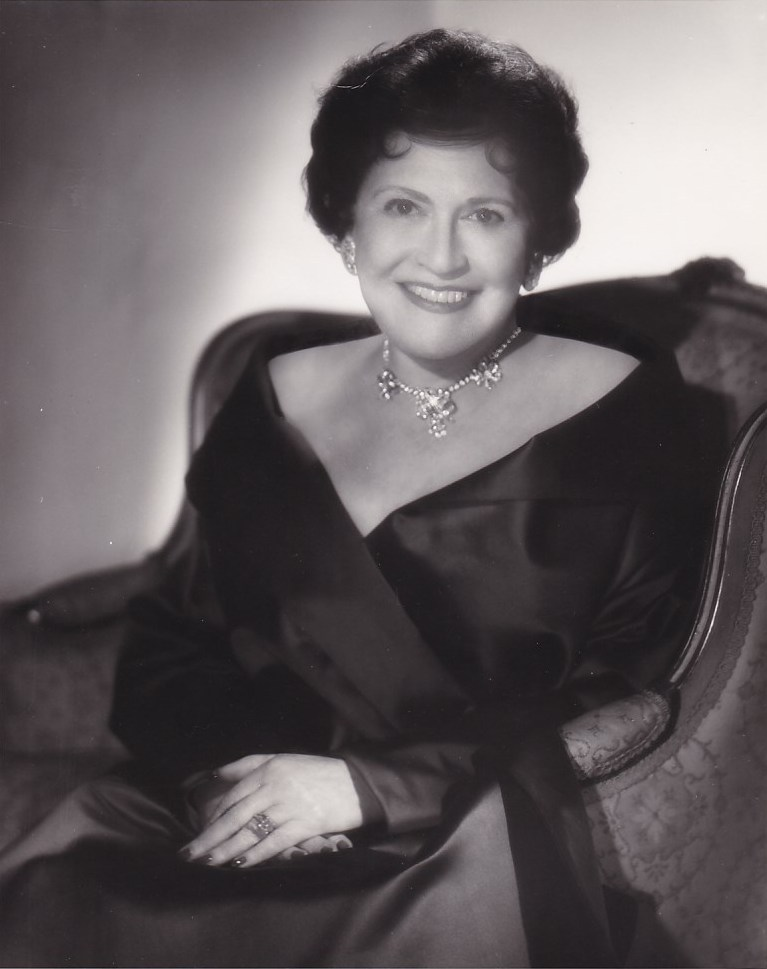
Louella Parsons, założycielka Hollywood Women’s Press Club (lata 50.)

Hollywood Women’s Press Club – stowarzyszenie, nieformalne forum i klub spotkań towarzyskich zawodowych dziennikarek informacyjnych, reporterek i felietonistek, założone w 1928 przez Louellę Parsons. Wśród członkiń założycielek były również Dorothy Manners, Gladys Hall i Katherine Albert, autorki felietonów zamieszczanych w magazynach dla fanów „Motion Picture” oraz „Motion Picture Classic”. Do pierwotnej grupy należały też Ruth Biery, redaktorka magazynu „Photoplay”, Maude Latham, felietonistka publicystyczna, oraz Regina Carewe, scenarzystka związana z przedsiębiorstwem Hearst Communications.

## Historia
Początkowo Parsons zorganizowała grupę reporterek i autorek magazynów fanowskich, które zajmowały się życiem Hollywood; grupa spotykała się w mieszkaniu założycielki, aby „wymieniać się plotkami”. Nieformalne spotkania wkrótce przerodziły się w regularne cotygodniowe zebrania, a w 1929  grupa, już jako Hollywood Women’s Press Club, odbywała w każdą środę w południe spotkania w restauracji Brown Derby przy Vine Street w Los Angeles. W przeciwieństwie do organizacji non-profit New York Newspaper Women’s Club – która działała na rzecz zwiększenia statusu i widoczności dziennikarek – Hollywood Women’s Press Club został zorganizowany w celu „zarządzania i prowadzenia spotkań towarzyskich” oraz „promowania przyjemności i rekreacji”. Gdy w 1930 grupa formalnie przyjęła statut i zaczęła zbierać składki, Parsons została wybrana na przewodniczącą. Pozostała na czele organizacji do 1935, kiedy to zrezygnowała, a w 1954 ponownie została członkinią.
Do 1940 Hollywood Women’s Press Club składało się z dwudziestu najbardziej znanych publicystek Hollywood. W tym samym roku stowarzyszenie, gdy jego przewodniczącą była Ruth Waterbury – piastowała tę funkcję od 1940 do 1944 i w 1948 – utworzyło, a następnie zaczęło przyznawać, począwszy od 21 października, Golden Apple Award, dla najbardziej współpracujących z prasą aktorów. Jednocześnie wręczało także antynagrodę Sour Apple Award dla aktorów, którzy wyrażali najmniejszą chęć współpracy. W 1967, na cześć założycielki, grupa ustanowiła The Louella O. Parsons Award, która była przyznawana corocznie od 1970 do końca działalności w 2001 „osobie reprezentującej najlepszy wizerunek branży rozrywkowej na świecie”.
Archiwa stowarzyszenia, obejmujące lata 1936–1991 i składające się m.in, z korespondencji, protokołów, wycinków z gazet, fotografii, nagrań i innych różnorodnych materiałów dotyczących klubu oraz jego działalności, głównie nagród Golden Apple, są przechowywane w należącej do Amerykańskiej Akademii Sztuki i Wiedzy Filmowej (AMPAS) Margaret Herrick Library w Beverly Hills w Kalifornii.